# Guiclan
 Guiclan  (en bretón Gwiglann) es una población y comuna francesa, situada en la región de Bretaña, departamento de Finisterre, en el distrito de Morlaix y cantón de Taulé.

## Demografía
| 2202 | 2076 | 2011 | 1937 | 2045 | 2030 |
| Para los censos de 1962 a 1999 la población legal corresponde a la población sin duplicidades (Fuente: INSEE [Consultar]) |      |      |      |      |      |